# Pastisser i xef
Pastisser i xef (títol original en francès, À la belle étoile) és una pel·lícula de comèdia biogràfica francesa dirigida per Sébastien Tulard i estrenada el 2023. S'ha doblat i subtitulat al català.

## Repartiment
- Just Riadh: Yazid Ichemrahen
- Loubna Abidar: Samia
- Christine Citti: Simone
- Patrick d'Assumçao: Pascal
- Jean-Yves Berteloot: Massena
- Pascal Légitimus: Bouchard
- Estéban: Julien
- Lika Minamoto: Satomi
- Georges Corraface: Charles Bauchon